# 锺木属
锺木属是马鞭草科下的一个属，为灌木植物。该属仅有假紫珠（Tsoongia axillariflora）一种，分布于越南和中国两广南部及云南。

## 名称
本属学名取自中国植物学家锺观光之姓氏。故在2013年《通用规范汉字表》发表之前，在简体中文也写作钟木属。